# Dabbs Greer
Robert William "Dabbs" Greer, född 2 april 1917 i Fairview, Missouri, död 28 april 2007 i Pasadena, Kalifornien, var en amerikansk skådespelare. Greer är främst känd för rollen som "Pastor Robert Alden" i TV-serien Lilla huset på prärien.

## Filmografi i urval
- 1952 - Föryngringsprofessorn
- 1952-1958 - Adventures of Superman (TV-serie)
- 1956 - Alfred Hitchcock presenterar (TV-serie)
- 1956-1974 - Krutrök (TV-serie)
- 1958-1966 - Perry Mason (TV-serie)
- 1958-1970 - Walt Disney's Wonderful World of Color (TV-serie)
- 1961-1964 - Rawhide (TV-serie)
- 1961-1965 - The Andy Griffith Show (TV-serie)
- 1961-1971 - Bröderna Cartwright (TV-serie)
- 1974-1983 - Lilla huset på prärien (TV-serie)
- 1981 - Charlies änglar (TV-serie)
- 1983 - Little House: Look Back to Yesterday
- 1984 - Little House: The Last Farewell
- 1991 - Härlige Harry (TV-serie)
- 1992-1996 - Småstadsliv (TV-serie)
- 1994 - Little Giants
- 1998 - Ally McBeal (TV-serie)
- 1999 - Den gröna milen
- 2001 - Diagnos mord (TV-serie)